# Joseph Elie Kahale
 (novembre 2012).
 (août 2024).
Si vous disposez d'ouvrages ou d'articles de référence ou si vous connaissez des sites web de qualité traitant du thème abordé ici, merci de compléter l'article en donnant les références utiles à sa vérifiabilité et en les liant à la section « Notes et références ».
Joseph Elie Kahale (né le 19 juillet 1958 à Alep, Syrie) est un écrivain, historien et universitaire syrien, résidant actuellement à Paris, France. Sa carrière est marquée par ses contributions significatives dans les domaines de la philosophie arabe chrétienne, de l'histoire de l'Église melkite d'Antioche, et du soufisme. Spécialiste reconnu dans ces disciplines, Kahale est également connu pour ses travaux sur le patrimoine littéraire arabe et chrétien

## Biographie
Joseph Elie Kahale a entrepris des études supérieures en philosophie et théologie en Italie avant de compléter sa formation au Liban. Son enseignement débuta au Liban, mais en 1984, il s'installa en France pour se spécialiser davantage. À Paris, il se concentre sur la philosophie arabe chrétienne à l’âge d’or de l’Islam, l’histoire de l’Église melkite d’Antioche, et le soufisme islamique.
Joseph Elie Kahale est réputé pour son approche novatrice qui tente de fusionner les philosophies platonicienne et aristotélicienne, tout en explorant les aspects mystiques du soufisme. Il a souvent exprimé l'idée que la philosophie a atteint son apogée avec les penseurs grecs antiques et que les philosophes ultérieurs étaient principalement des commentateurs. Cette perspective se retrouve également dans ses études sur le soufisme, où il soutient que le mouvement mystique s'est arrêté avec les grands maîtres comme Ibn Arabi, al-Hallaj, et al-Suhrawardi.

## Publications

### Livres

#### Livres en français
1. Abdallah Zakher (2002, réédité en 2006) : Une étude approfondie sur Abdallah Zakher, pionnier de l'imprimerie arabe en Orient.
2. Les Philosophes Arabes Chrétiens à l'Âge d'Or de l'Islam : Une exploration des contributions des philosophes chrétiens arabes pendant l'âge d'or islamique.
3. Histoire de l'Église Melkite d'Antioche : Une analyse détaillée de l'histoire et des développements de l'Église melkite.
4. Soufisme Islamique : Une étude approfondie du mysticisme islamique et de ses grands maîtres
5. Les Patriarches de l’Eglise Melchite (les melchites) d’Antioche depuis 1724, Paris 2000.
6. Abdalah Zakher, fondateur de la première imprimerie du monde arabe, 1re édition à Paris en 2000 ; 2e édition à Alep (Syrie) en 2006.
  - Abdalah Zakher, fondateur de la première imprimerie du monde arabe, Alep 2002 / Alep 2006, (Livre en arabe).
7. Introduction à l’histoire de la congrégation des Pères Choueirites, Paris 2002.
8. Le Soufisme et ses grands maîtres spirituels, (2001/2002, Editeur AlterEdit, Collection Spiritualité  (ISBN 978-2-84633-034-3))
9. Le Soufisme et l’Amour Divin (21/02/2002, Editeur AlterEdit, Collection Spiritualité  (ISBN 978-2-84633-030-5))

#### Livres en arabe
1. عبد الله زاخِر (2002, réédité en 2006) : Étude sur la vie et l'impact de عبد الله زاخِر, pionnier de l'imprimerie arabe en Orient.
2. الفلاسفة العرب المسيحيون في عصر الإسلام الذهبي : Exploration des contributions des philosophes chrétiens arabes durant l’âge d’or de l’Islam.
3. تاريخ الكنيسة الملكية الأنطاكية : Analyse détaillée de l’histoire et des développements de l’Église melkite d’Antioche.
4. الصوفية الإسلامية : Étude approfondie du mysticisme islamique.

## Articles publiés

### Articles dans le Bulletin de la Paroisse Grecque Catholique Saint-Julien-Le-Pauvre
1. Abdallah Zakher, 1993, N°08, pp. 24 – 27.
2. Néophytos Nasri, évêque de Saïdnaya, 1998, N°25, pp. 21 – 23.
3. Gérasime Samman, évêque d’Alep, 1998, N°26, pp. 18 – 20.
4. Yuwakim Mutran, 1998, N°27, pp. 10 – 11.
5. Théodose V Dahhan, 1999, N°29, pp. 31 – 32.
6. Ignace IV Sarruf, 1999, N°30, pp. 27 – 28.
7. Nicolaos Sa’eg (1692 – 1756), 1999, N°31, pp. 21 – 22.

### Articles dans la revue Al-Kalima
1. Alep et trois siècles après la naissance de la première imprimerie arabe en Orient (1705), 21 avril 2022.
2. À l'occasion du millénaire de sa mort : al-Hallaj, martyr de la douleur (244 – 309 H / 858 – 922), 15 juillet 2022.
3. Article sur la philosophie de la beauté, source du vrai bonheur de l'homme, 22 septembre 2022.
4. Article pour le 300e anniversaire de la naissance d'Emmanuel Kant, philosophe de l'esthétique, 28 février 2024.

### Articles publiés sur le site Metonymy-Kinaya
1. Un an après la mort de l'écrivain Riyad Hallak, auteur de "Ad-Dhad" (1941 – 2021), 15 janvier 2023.
2. À l'occasion du dixième anniversaire du décès de l'archimandrite Ignace Dick : message et pensée dans ses œuvres (1926 – 2013), 27 avril 2023.

### Articles publiés sur le site de Al-Muthaqaf
1. À l'occasion du 75e anniversaire de son décès : l'archimandrite Anatolius Kahale (1864-1948), le prêtre apôtre, 28 février 2023.

### Articles publiés sur le site Thaqafiat
1. À l'occasion du 75e anniversaire du décès de l'archimandrite Anatolius Kahale (1864-1948), le prêtre apôtre, 28 février 2023.

## Récompenses et distinctions
Joseph Elie Kahale a été honoré pour ses contributions académiques et ses recherches sur le patrimoine littéraire et religieux. Ses ouvrages et articles ont été largement salués pour leur rigueur et leur profondeur. En reconnaissance de son impact culturel et académique, il a été élu ambassadeur pour la Maison de la Culture Naji-Namaan, un rôle qui souligne son engagement envers la préservation et la promotion des valeurs culturelles et littéraires.
Il a également été interviewé à plusieurs reprises par Monte Carlo Doualiya (anciennement RMC Moyen-Orient), une station de radio publique française arabophone destinée au monde arabe. Ces interviews ont permis de mettre en lumière ses travaux et ses contributions dans ses domaines de spécialisation.

## Anecdotes
1. En 2012, lors d'une conférence internationale sur la philosophie arabe chrétienne à Paris, Joseph Elie Kahale a fait une révélation surprenante. Il a partagé une anecdote sur une rencontre qu'il a eue avec un érudit libanais qui lui a montré un manuscrit ancien découvert dans une bibliothèque monastique. Ce manuscrit, d'une grande rareté, contenait des notes inédites d'un philosophe chrétien arabe du Moyen Âge. Cette découverte inattendue a permis à Kahale de réviser certains aspects de ses recherches et d'apporter de nouvelles perspectives dans ses publications ultérieures. Cette histoire illustre la manière dont des découvertes fortuites peuvent profondément influencer et enrichir le travail académique.
2. Une autre anecdote marquante concerne un manuscrit rare découvert par Joseph Elie Kahale au cours de ses recherches. En 2016, il a trouvé un document précieux dans une bibliothèque de Paris qui contenait des écrits d’un penseur arabe chrétien peu connu. Ce manuscrit, qui avait échappé à l'attention des chercheurs pendant des décennies, a permis à l'auteur de publier un article fondamental sur l'influence de ce penseur sur la pensée chrétienne et islamique médiévale. La découverte a non seulement enrichi ses travaux, mais a également ouvert de nouvelles avenues pour l’étude de la philosophie interculturelle.
3. En 2018, lors d’un colloque sur le soufisme à Paris, Joseph Elie Kahale a partagé une expérience personnelle touchante. Il a raconté comment un maître soufi, lors de sa visite en Syrie, lui avait révélé des aspects méconnus de la mystique islamique. Cette rencontre a profondément influencé ses travaux ultérieurs et l’a conduit à réévaluer certains concepts fondamentaux du soufisme dans ses publications. Kahale a souligné que ces échanges personnels et intellectuels sont essentiels pour une compréhension profonde et nuancée des traditions mystiques.